# Montaldeo
Montaldeo – miejscowość i gmina we Włoszech, w regionie Piemont, w prowincji Alessandria.
Według danych na styczeń 2010 gminę zamieszkiwało 290 osób przy gęstości zaludnienia 55,9 os./1 km².